# Самаркин (посёлок)
Самаркин — посёлок в Первомайском районе Оренбургской области. Административно относится к МО Ленинский сельсовет.
Посёлок имеет две улицы: Набережная и Садовая.

## География
Посёлок расположен в западной части Первомайского района, на расстоянии 42 км от районного центра пос. Первомайский и 315 км от областного центра города Оренбурга.
Ближайшие населенные пункты: Восточный — 9 км, Ручьёвка — 10 км, Большой Зайкин — 10 км, Ленинский — 11 км, Балабанка — 12 км.

## История
Село названо по фамилии казака. Самарцов — носитель из яицкого служилого сословия.

## Население
| 2010 |
| ---- |
| 60   |